# دلیل علاقه دخترها به ملوانان
دلیل علاقه دخترها به ملوانان (انگلیسی: Why Girls Love Sailors) یک فیلم کوتاه کمدی آمریکایی است که در سال ۱۹۲۷ منتشر شد.

## بازیگران
- استن لورل
- اولیور هاردی
- وایولا ریچارد
- آنیتا گاروین
- مالکوم ویت
- ادگار دیرینگ
- بابی دان